# Maika Monroe
Maika Monroe, nata Dillon Monroe Buckley (Santa Barbara, 29 maggio 1993), è un'attrice statunitense.
È nota principalmente per aver interpretato il ruolo della protagonista nel thriller The Guest e nell'horror It Follows.

## Biografia
Maika Monroe è nata a Santa Barbara, in California, figlia di Dixie, un'interprete del linguaggio dei segni, e di Jack Buckley, attivo nel settore edile. Nata col nome "Dillon", già dai primi anni delle scuole elementari ha deciso di farsi chiamare "Maika", nome gradito anche dalla madre. Il suo desiderio iniziale è stato quello di intraprendere una carriera nel kitesurfing freestyle professionale. Seguendo le orme del padre, ha iniziato questo sport all'età di 13 anni. La sua abilità atletica le ha fatto conquistare il secondo posto all'International Red Bull Air Competition nel 2013.
In ambito cinematografico ha ottenuto una parte nel film horror Bad Blood nel 2006, apparirà anche nel seguito Bad Blood... the Hunger nel 2012. Nello stesso anno Monroe ha recitato nel film drammatico A qualsiasi prezzo, al fianco di Zac Efron e Dennis Quaid. Nel 2013, dopo esser comparsa in Bling Ring di Sofia Coppola, ha preso parte al film drammatico Un giorno come tanti, adattamento cinematografico del romanzo omonimo, al fianco di Kate Winslet, Josh Brolin e Tobey Maguire. Nello stesso anno è stata la coprotagonista del film thriller The Guest insieme a Dan Stevens.
Nel 2014 ha interpretato il ruolo di Jay Height nel film horror It Follows, che le ha fatto acquisire l'epiteto di "regina dell'urlo", termine con cui si identifica un'attrice associata ai film di genere horror. Nell'anno successivo ha preso parte al film western Echoes of War. In agosto la rivista Variety l'ha inclusa tra i 10 attori da tenere d'occhio del 2015, una lista che annualmente cita gli attori emergenti più promettenti dell'anno. Nel 2016 ha recitato nel film di fantascienza La quinta onda, al fianco di Chloë Grace Moretz e Nick Robinson.

## Filmografia

### Cinema
- A qualsiasi prezzo (At Any Price), regia di Ramin Bahrani (2012)
- Bad Blood, regia di Conrad Janis (2012)
- Bling Ring (The Bling Ring), regia di Sofia Coppola (2013)
- Un giorno come tanti (Labor Day), regia di Jason Reitman (2013)
- The Guest, regia di Adam Wingard (2014)
- It Follows, regia di David Robert Mitchell (2014)
- Echoes of War, regia di Kane Senes (2015)
- La quinta onda (The 5th Wave), regia di J Blakeson (2016)
- Independence Day - Rigenerazione (Independence Day: Resurgence), regia di Roland Emmerich (2016)
- The Tribes of Palos Verdes, regia dei Malloys (2017)
- Bokeh, regia di Geoffrey Orthwein e Andrew Sullivan (2017)
- Hot Summer Nights, regia di Elijah Bynum (2017)
- The Scent of Rain & Lightning, regia di Blake Robbins (2017)
- The Silent Man (Mark Felt: The Man Who Brought Down the White House), regia di Peter Landesman (2017)
- Greta, regia di Neil Jordan (2018)
- Tau, regia di Federico D'Alessandro (2018)
- Honey Boy, regia di Alma Har'el (2019)
- Malvagi (Villains), regia di Dan Berk e Robert Olsen (2019)
- The Sound of Philadelphia, regia di Jeremie Guez (2020)
- Flashback, regia di Christopher MacBride (2020)
- Watcher, regia di Chloe Okuno (2022)
- Significant Other, regia di Dan Berk e Robert Olsen (2022)
- God Is a Bullet, regia di Nick Cassavetes (2023)
- Longlegs, regia di Oz Perkins (2024)

### Cortometraggi
- The Darkness is Close Behind, regia di Sheena McCann (2011)
- Synthesizers, regia di Shane Valdés (2013)
- Burned, regia di Jaime Valdueza (2015)
- How to be alone, regia di Kate Trefry (2019)

### Televisione
- Eleventh Hour - serie TV, episodio 1x18 (2009)
- Flying Monkeys, regia di Robert Grasmere - film TV (2013)

## Riconoscimenti
- 2016 – Empire Awards[14]
  - Candidatura al Miglior debutto femminile per It Follows

## Doppiatrici italiane
Nelle versioni in italiano delle opere in cui ha recitato, Maika Monroe è stata doppiata da:
- Joy Saltarelli in Independence Day - Rigenerazione, Tau
- Margherita De Risi in God Is a Bullet, Longlegs
- Virginia Brunetti in It Follows
- Lucrezia Marricchi in La quinta onda
- Emanuela Ionica in The Silent Man
- Jessica Bologna in Greta
- Valentina Favazza in Watcher
- Sara Ferranti in Un giorno come tanti
- Luisa D'Aprile in Hot Summer Nights
- Roberta Maraini in The Guest